# Trådvals

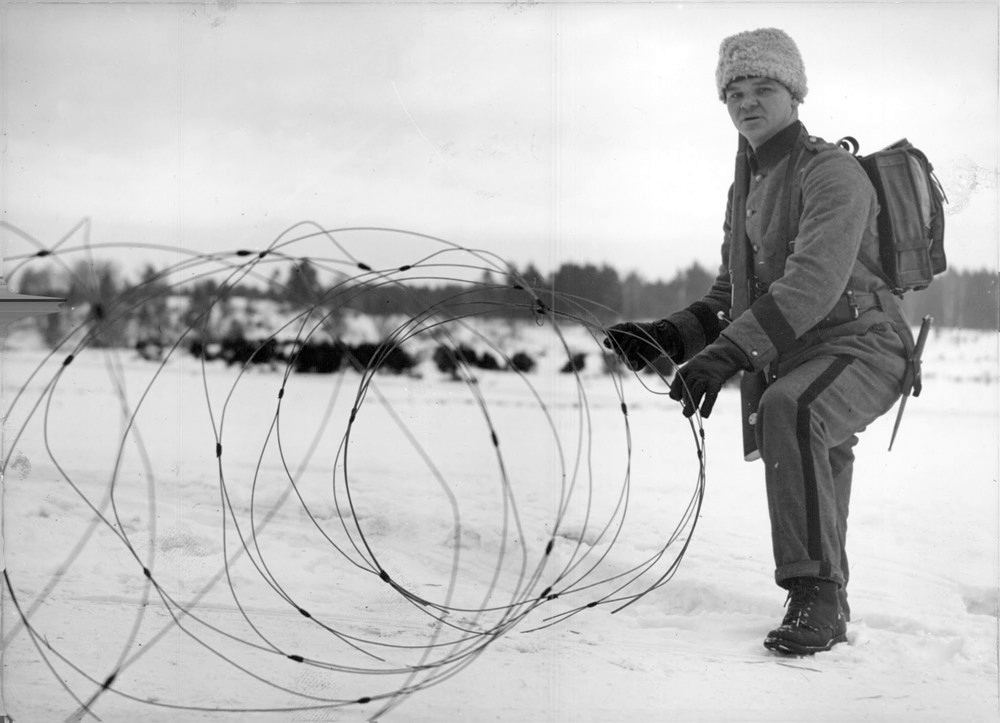
En soldat spänner en trådvals över en väg på Järvafältet under en militärövning i februari 1941.

En trådvals är ett större antal slingor av taggtråd vilka förankras i ett staket eller direkt i marken och fungerar som ett stormhinder. Trådvalsen har formen av en lång utsträckt liggande cylinder, därav namnet.
Trådvalsar var den första befästningen som lades ut för att hindra människor att ta sig från Östberlin till Västberlin, innan Berlinmuren byggdes.